# 中野市立中野平中学校
中野市立中野平中学校（なかのしりつなかのだいらちゅうがっこう）は、長野県中野市にある公立中学校。

## 概要
中野平中学校は中野市の西部にある学校である。制服は男子が学生服、女子はセーラー服。学校内では学校指定の運動着である。ジェンダー平等の観点から1・2年生はブレザー。

## 学校目標
- よりよいものを求め 自ら鍛え 支えあってやりぬく生徒[1]

## 沿革
- 1958年 - 開校　4月30日中野市立平野中学校、同高丘中学校廃止[2]。両中学校に長丘中学の一部（大俣区）を　　併せ、統合中学校設置する[2]。統合中学校舎建築完了まで、西部中学校平野部、高丘部と称し部校制をとる[2]。
- 1959年 - 校名変更　中野市立中野平中学校と改称、校章制定[2]。校歌制定（伝田清滋作詞　清水弥平作曲）[2]。平野部校、高丘部校より生徒転入校し入校式挙行[2]。
- 1975年 - 文部省指定同和教育研究指定校。
- 1977年 - 創立20周年記念式典祝賀会。
- 1987年 - 創立30周年記念式典。（記念事業、記念誌、航空写真入り下敷き、校歌額、鏡池周辺の造成）
- 1997年 - 創立40周年記念式典。
- 2007年 - 創立50周年記念ＰＴＡプロジェクト第１回文化講座[2]。

## 主な出身者
- 髙相みな実（バレーボール選手：PFUブルーキャッツ）